# 格克切
格克切（土耳其語：Gökçe）是土耳其的城鎮，由馬爾丁省負責管轄，位於該國東南部，距離首府馬爾丁20公里，毗鄰與敘利亞接壤的邊境，海拔高度520米，2011年人口7,467。

## 名稱
鄂圖曼語中此城名稱寫作「كوكجه」。

## 歷史
1991年12月11日，格克切獲得了市鎮（belediye）地位，成爲了一個鎮。2012年11月12日，根據土耳其大國民議會通過的第6360號法律，它獲得了地區（mahalle）的法律地位。
格克切過去一直以畜牧業爲經濟支柱，如今則透過對外貿易，尤其是與伊拉克的貿易，實現了經濟增長。該地現有1所小學、2所初中、1所幼兒園和1所高中。
現在，這裏的居民大多是塔特部落（Tat tribe）的阿拉伯人。